# Ли Чхэ Вон
Ли Чхэ Вон (кор. 이 채원; род. 7 апреля 1981, Пхёнчхан, Канвондо) — корейская лыжница, участница шести подряд Олимпийских игр (2002—2022). Первая женщина в истории Республики Корея, которая выступила на шести Олимпийских играх.

## Карьера
В Кубке мира Ли Чхэ Вон дебютировала в 2001 году, с тех пор в личных гонках не поднималась выше 43-го места и кубковых очков не завоёвывала. В сезоне 2009/10 одержала победу в общем зачёте Кубка Дальнего Востока.
На Олимпиаде-2002 в Солт-Лейк-Сити стала 52-й в спринте, 54-й в гонке на 10 км классическим ходом и 46-й в масс-старте на 15 км свободным ходом, так же принимала участие в гонке преследования 5+5 км, но заняв в первой части 66-е место, не попала в число участников второй части гонки.
На Олимпиаде-2006 в Турине заняла 57-е место в скиатлоне 7,5+7,5 км, 62-е место в гонке на 10 км классическим стилем и 64-е место в спринте, кроме того стартовала в масс-старте на 30 км, но сошла с дистанции.
На Олимпиаде-2010 в Ванкувере принимала участие в двух гонках: 10 км коньком — 53-е место, скиатлон 7,5+7,5 км — 58-е место.
За свою карьеру принимала участие в пяти чемпионатах мира (2005, 2007, 2009, 2011, 2015), лучший результат 47-е место в скиатлоне 7,5+7,5 км на чемпионате 2011 года в Хольменколлене.